# Лейпручей
Лейпручей — река в России, протекает по территории Сосновецкого сельского поселения Беломорского района Республики Карелии. Длина реки — 34 км, площадь водосборного бассейна — 255 км².
Река берёт начало из озера без названия и далее течёт преимущественно в северо-восточном направлении по заболоченной местности.
Река в общей сложности имеет 20 притоков (длиной до 10 км) суммарной длиной 38 км.
Втекает в Белое море.
В нижнем течении Лейпручей пересекает линию железной дороги Санкт-Петербург — Мурманск.
Населённые пункты на реке отсутствуют.

## Притоки
- 1 км от устья: Коргаручей (лв)
- 8 км от устья: Молдоручей (пр)
- 9 км от устья: Чёрный Ручей (пр)

Код объекта в государственном водном реестре — 02020001412202000004910.